# 懷特尼峰
懷特尼峰（英語：Whitney Peak）是南極洲的山峰，位於瑪麗伯德地，處於漢普頓山西北面6公里，海拔高度3,005米，美國地質調查局根據測量和美國海軍拍攝的空中照片繪入地圖，現時由南極條約體系管理。